# 古田秀行
古田 秀行（ふるた ひでゆき、1957年 - ）は、株式会社エノア総合計画事務所取締役計画設計第一部長/専任技術者・管理建築士、東京都建築士事務所協会千代田支部編集委員などをつとめる日本の建築家。
東京生まれ。1979年 日本大学生産工学部建築工学科卒業。株式会社間組建築設計部を経て、2003年 株式会社エノア総合計画事務所入社、現在に至る。